# Lenguas tebu
Las lenguas tebu forman parte de la familia de lenguas nilo-saharianas. Son habladas por dos grupos del pueblo tubu (también conocido como toubou, tibu, tibbu, tubu o tebou), por los daza y por los teda.
El tebu se habla predominantemente en Chad y en el sur de Libia por alrededor de 380.000 personas. Sus dos dialectos principales, el dazaga y el tedaga tienen unos 331.000 y 49.000 hablantes estimados, respectivamente.